# Max Faller

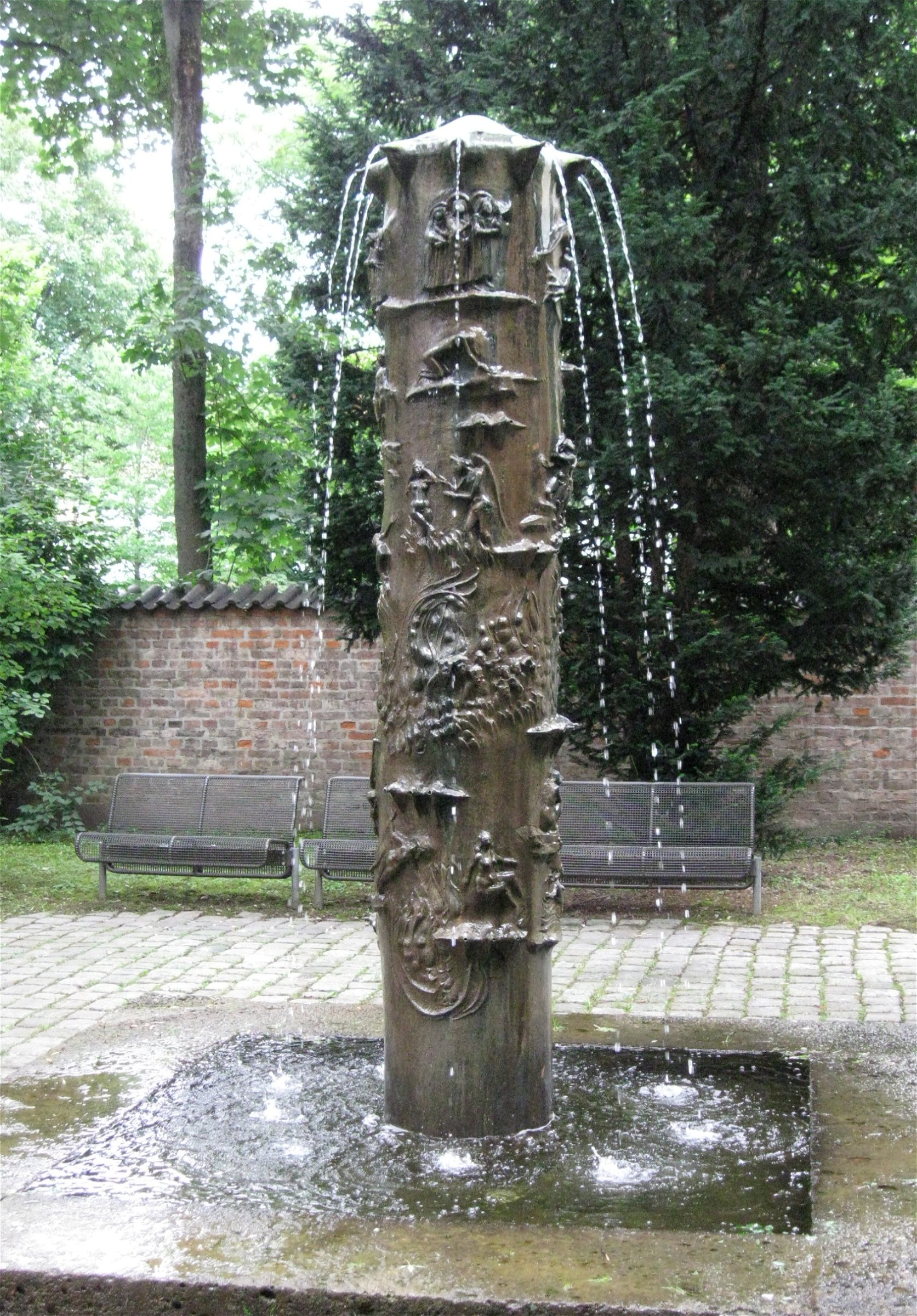
Dante-Brunnen, München

Max Faller (* 7. Juli 1927 in Neuburg an der Donau; † 4. August 2012 in München) war ein deutscher Bildhauer der zeitgenössischen Christlichen Kunst.

## Leben und Werk
Faller studierte in den Jahren 1947 bis 1954 an der Kunstakademie in München. Er war Meisterschüler des Münchner Bildhauers Josef Henselmann und Stipendiat der Studienstiftung des deutschen Volkes. Reisen führten den Künstler durch zahlreiche Länder Europas, Israel und Jordanien. Er lebte in München.
Max Faller befasste sich ausschließlich mit religiösen Themen. Neben dem bildhauerischen Werk – überwiegend in Bronze –, das Brunnen, Säulen, Türflügel und Portale umfasst, gestaltete er Innenräume von Kirchen und Kapellen und Altarbereiche einschließlich Kirchenmobiliar, zahlreiche Gegenstände zur Ausschmückung sakraler Bauten, Schmuckstücke für hohe Würdenträger der römisch-katholischen Kirche und Medaillen.

## Brunnen und Säulen

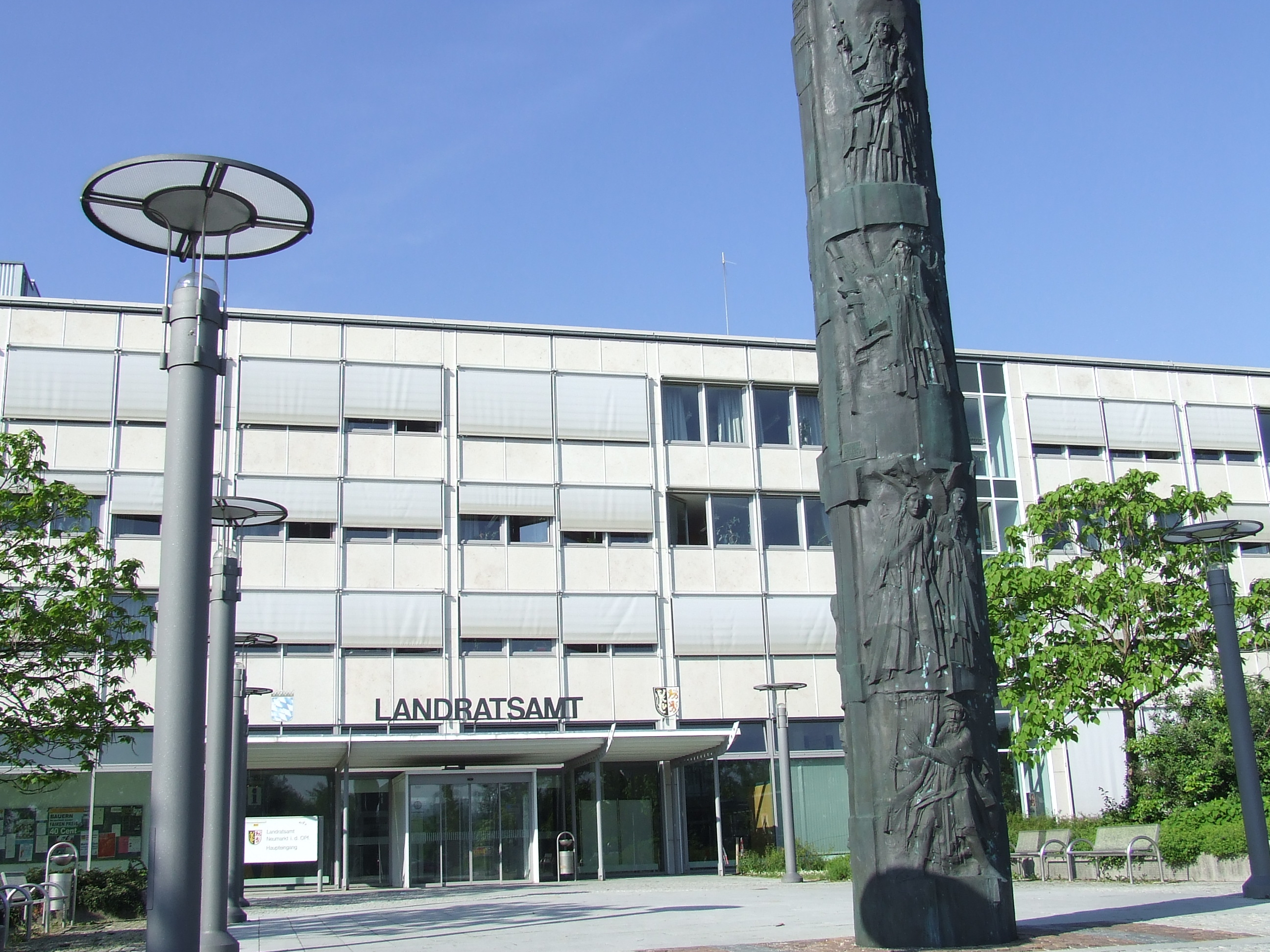
Mariensäule Neumarkt

- Dante-Brunnen, Veterinärstr. 1 in München, 1965
- Franziskusbrunnen bei St. Klara, München
- Paulussäule in Leitershofen
- Wallfahrtssäule zum Gegeißelten Heiland in Friedberg (Bayern)
- Wallfahrtssäule zum Heiligen Leonhard in Inchenhofen
- Mariensäule vor dem Landratsamt in Neumarkt in der Oberpfalz
- Stele vor der Kirche in Oberroth (Gem. Schwabhausen, Landkreis Dachau)
- Franziskusbrunnen vor der Ludwigshafener Pfarrkirche St. Josef
- Römerbrunnen in Neuburg an der Donau, Spitalplatz

## Ausstattungen von Sakralbauten

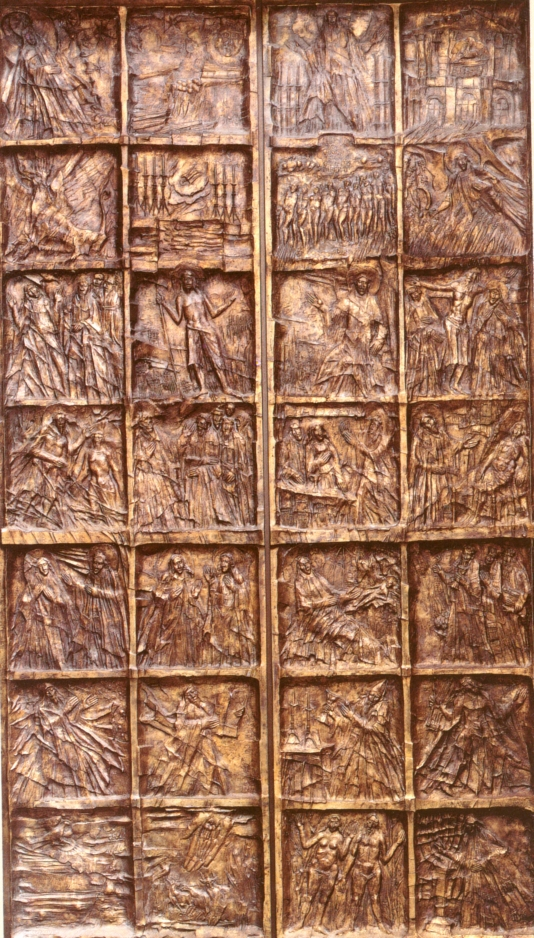
Augsburger Dom: Türflügel

- Bronzene Türflügel für das nördliche Westportal, Kaiserdom Speyer
- Bronzene Türflügel für drei Portale an der Ludwigshafener Pfarrkirche St. Josef.
- Künstlerische Gestaltung von St. Thomas Apostel (München), 1973 eingeweiht
- Ausstattung (Altar, Ambo, Tabernakel, Vortrage- und Hängekreuz, Sedilien und Kreuzweg) der Kirche St. Mauritius in Mandelbachtal-Ormesheim, 1980–1986
- Ausstattung, Altar, Ambo, Sedilien, Tabernakel und Sitzbänke der Sakramentskapelle in der Münchener Frauenkirche, 1984
- Ausstattung der Seminarkirche des Erzbischöflichen Priesterseminars in München
- Ausstattung der Kapelle des Exerzitienhauses „Schloss Fürstenried“ in der Erzdiözese München und Freising
- Bronzearbeiten in St. Lantpert (München), u. a. Tabernakel, Altarkreuze, Kreuzweg, Leuchter, sowie ein Evangeliar
- Ausstattung (Altar, Ambo, Tabernakel) für die Neue St.-Georgs-Kirche (Milbertshofen) in München
- Bronzearbeiten in der ev.-luth. Dankeskirche, München
- Überlebensgroßes Kruzifix aus Bronze in St. Willibald, München
- Ausstattung der Kirche des Caritas-Altenheims St. Korbinian in Baldham
- Ausstattung der Klosterkapelle in Altomünster
- Neue bronzene Türflügel des Augsburger Domes, 2000

## Weitere Werke

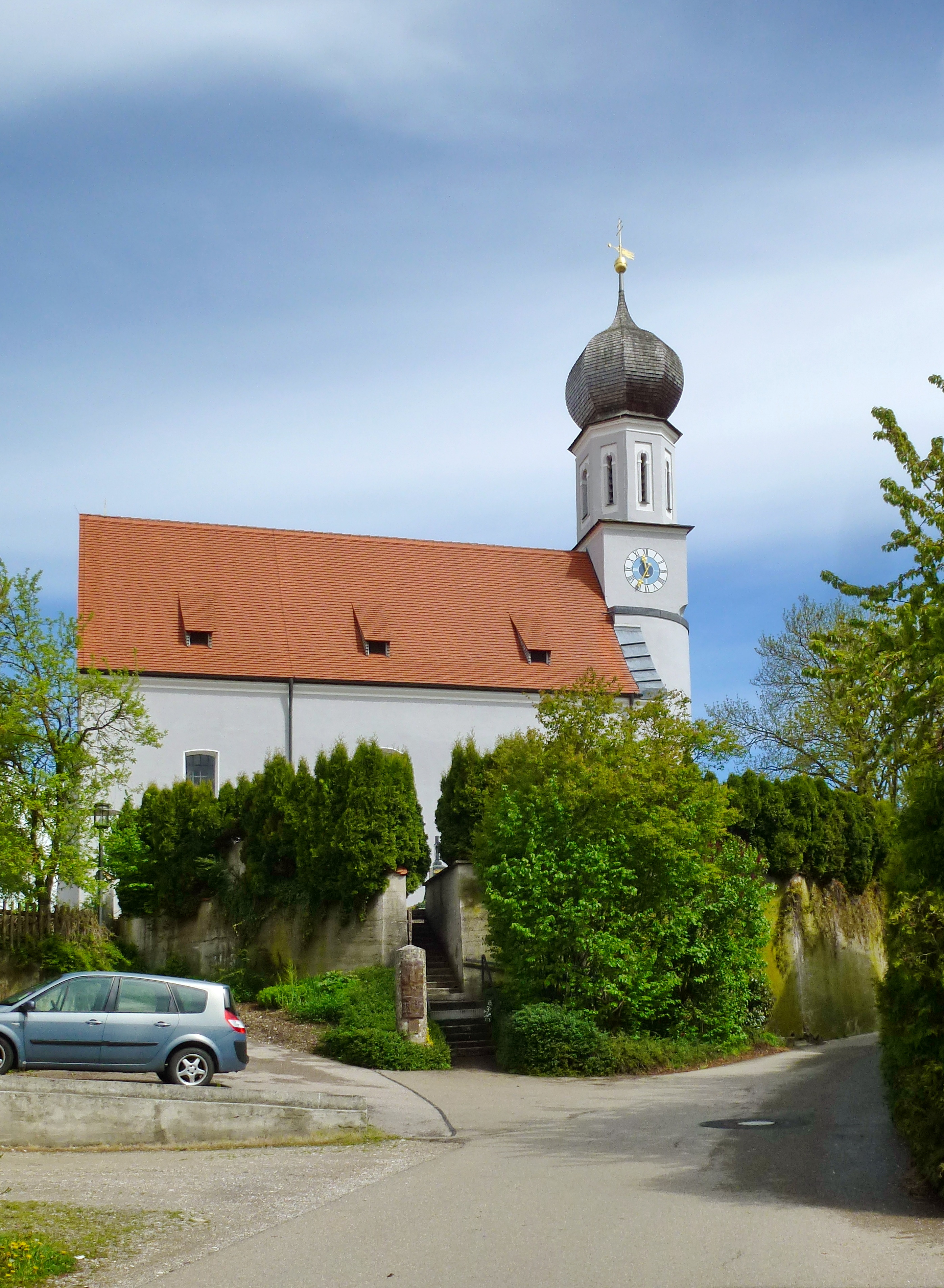
Stele vor der Kirche in Oberroth, Gemeinde Schwabhausen (Oberbayern)

- Professkreuze der Redemptoristen (Foto bei diesem Wiki-Artikel)
- Hostienschale in Silber für die ehem. Kirche des Altenheims an der Effnerstraße, (jetzt in der Kirche des Augustinum München-Nord)
- Ulrichsjubiläumskreuz, Augsburg
- Primizevangeliar von Ralph Regensburger, 2006
- Evangeliar der Dormitio-Abtei (Benediktiner) in Jerusalem
- Evangeliar, 2007, für das Erzbistum München und Freising, das als Geschenk an Papst Benedikt XVI. übergeben wurde, anlässlich dessen 80. Geburtstages.[4] Des Weiteren trägt Papst Benedikt XVI. von Zeit zu Zeit auch ein Pektorale und einen Fischerring von Max Faller.
- Brustkreuz und Ring des Regensburger Bischofs Gerhard Ludwig Müller
- Stab, Ring und Pektorale von Weihbischof Otto Georgens, Speyer
- Medaille des Romano-Guardini-Preises, 1970
- Pilgermedaille des Heiligen Jahres 2000 für den Wallfahrtsort Santiago de Compostela
- Bronzene Gedenktafel für das Grab von Romano Guardini.
- Bischofsstab und Pektorale für Konrad Zdarsa, 2010.
- Paulusstatue für das Gymnasium St. Paulusheim in Bruchsal, 1967.

## Ehrungen
- 2002 Komtur mit Stern des Päpstlichen Silvesterordens.[5]